# Lukácsi Katalin
Lukácsi Katalin (Jászberény, 1987. október 2.–) magyar közíró, politikus, blogger, rendezvény- és közösségszervező, egyetemi kutató, katolikus hitoktató és történész. 2018 és 2022 között a Mindenki Magyarországa Mozgalom alelnöke és elnökségi tagja. 2017 és 2018 között a Viszlát, kétharmad kezdeményezés, később mozgalom vezetője, aktivistája. 2011 és 2017 között a Kereszténydemokrata Néppárt tagja volt.
A Viszlát, kétharmad nevű kezdeményezés vezetőjeként vált országosan ismertté.

## Életpályája
Lukácsi Katalin 1987-ben született, Jászjákóhalmán töltötte gyermekkorát. Szülei baloldali beállítottságú és vallástalan emberek, édesanyja hosszú idő óta a jászjákóhalmai MSZP elnöke. Lukácsi végzettségei szerint katolikus hitoktató, történész és zsidó közösségszervező. Az Egri Hittudományi Főiskola katekéta–lelkipásztori munkatárs és az Országos Rabbiképző–Zsidó Egyetem zsidó közösségszervező szakát is elvégezte. 2009 és 2012 között Jászjákóhalmán és a szomszédos Jásztelken hitoktatóként tanított a helyi óvodában és általános iskolában. Az ELTE Bölcsészettudományi Karán a Történelemtudományok Doktori Iskolájának hallgatója és kutató. Közösségi médiamarketinggel ismerkedik.
Katalin a politikába 2010-ben kapcsolódott be, amikor Herényi Károly felkérésére elvállalta az MDF országgyűlési képviselő-jelöltségét az akkori Jász-Nagykun-Szolnok megyei 2. sz. egyéni választókerületben. A pártba azonban nem lépett be. Választókerületének székhelye Jászapáti volt. Emellett a párt Jász-Nagykun-Szolnok megyei listáján is szerepelt, a lista nyolcadik helyén. A választáson a szavazatok 2,68 százalékával, a választókerület 514 lakosának támogatásával a negyedik helyen végzett.
2010 őszén függetlenként indult a 2010-es önkormányzati választáson Jászjákóhalmán, a Fidesz támogatásával, ugyanis Lukácsi Katalin csatlakozott Muhari Zoltánné (volt általános iskolai tanára) fideszes színekben induló polgármester-jelölt csapatához.
2011 tavaszán lépett be a KDNP-be, amikor maga a párt kereste meg újjászervezése alkalmával, és amihez katolikus vallása és kereszténydemokrata politikai gondolkodása miatt csatlakozott. A KDNP-ben és elsősorban az Ifjúsági Kereszténydemokrata Szövetségben rendezvényszervezéssel foglalkozott, a nevéhez kötődik az IKSZ Holokauszt Emlékév programsorozata, de az ő ötlete alapján valósult meg egy beszélgetőest Röhrig Géza és Sajgó Szabolcs, majd Erdő Péter és Köves Slomó között. Az Ifjúsági Kereszténydemokrata Szövetségben a VII. kerületi alapszervezet elnöke, a fővárosi szervezet elnökségi tagja és az egyházügyi munkacsoport vezetője valamint a Barankovics István Alapítvány projektmenedzsere volt.
2016-ban elnyerte a Kőrösi Csoma Sándor Program Izraelbe szóló ösztöndíját, így hat hónapon keresztül foglalkozott Tel-Avivban az izraeli magyarok közösségszervezésével.
Akkor vált országosan ismertté, amikor bejelentette kilépését a KDNP-ből. Nem értett egyet azzal, hogy a kormánypártok szembehelyezkedtek Ferenc pápával, de a Népszabadság-ügy és a CEU-ügy vezetett el ahhoz, hogy 2017 áprilisában kilépjen pártjából és a kereszténydemokrata politizálást függetlenként folytassa. Azóta számos cikk, interjú, kritizáló és dicsérő írás jelent meg róla. Azzal is felkeltette a figyelmet, amikor bejelentette, hogy 2017. július 8-án részt vesz a Pride-on. Ezek után elindította a Viszlát, kétharmad! kezdeményezést, melynek vezetője volt, és amely már 2018-ra mozgalommá vált. 2018 őszére a mozgalom csatlakozott az MMM-hez.
A 2018 őszén alakult Mindenki Magyarországa Mozgalom alelnökévé választották. A 2022-es magyarországi országgyűlési választások után lemondott a mozgalom alelnökiségéről és elnökségi tagságáról is. Egy interjúban kijelentette, hogy „A fegyvertelen próféta útját választom, és erre a választásra bátorítom Krisztust követni igyekvő társaimat is.”
2025 nyarán az EMIH-nél betért a judaizmusba, elhagyva a kereszténységet.